# Silvio (álbum)
Silvio es el noveno álbum del cantautor cubano Silvio Rodríguez.
El primer disco de la trilogía Silvio, Rodríguez y Domínguez, trilogía básicamente compuesta por temas con el único acompañamiento de su guitarra. De esta forma Silvio retoma la tradición trovadoresca de sus primeros años en la Nueva Trova, con canciones que navegan entre el intimismo y el barroco.

## Lista de canciones
1. Compañera - 4:16
2. Trova de Edgardo - 1:50
3. La desilusión - 2:48
4. Y Mariana - 2:53
5. Abracadabra - 4:02
6. Hombre - 6:02
7. Monólogo - 4:00
8. El necio - 4:32
9. La guitarra del Joven soldado - 2:57
10. Quién fuera - 5:33
11. Juego que me regalo un seis de enero - 4:09
12. Crisis - 2:05

## Créditos
- Letra y música: Silvio Rodríguez.
- Grabación: Jerzy Belc y Jorge.
- Mezclas: Jerzy Belc y Silvio Rodríguez.
- Periféricos: Miguel Angle Barzagas
- Auxiliar de estudios: Isel Martínez
- Foto de portada: Roberto Coggiola
- Contraportada: Facsímil de una carta de Silvio Rodríguez a Atahualpa Yupanqui.
- Producción: Silvio Rodríguez